# David Labrava
David M. Labrava (né le 19 octobre 1962 à Miami, Floride) est un acteur, écrivain et un artiste-tatoueur. Il est surtout connu pour avoir incarné le rôle de Happy dans la série Sons of Anarchy et il est notamment membre du club de motards des Hells Angels d’Oakland.

## Carrière
Il commence sa carrière comme opérateur de caméra pour la compagnie de Zalman King.
Sa carrière prend de l'ampleur avec la série Sons of Anarchy, où il débute en tant que conseiller technique, il aura également le rôle d'Happy. Il est le co-auteur de Hors de contrôle (en anglais : Hands), le dixième épisode de la saison 4.
Il écrit la chronique Burnin' Rubber with Jimmy Carbone dans le magazine mensuel d'ampleur nationale Ol 'Skool Rod dédié au hot rod, il est crédité sous le nom « David "D.L." Labrava ».
Il possède son salon de tatouage, le « Evil Ink », situé à Oakland en Californie. Et également une société cinématographique « Artful Dodger Filmworks », ainsi que sa propre ligne de vêtement « Dogkulcha » dont les bénéfices reviennent à une association pour animaux.

## Filmographie

### Acteur
- 2003 : Whiplash ZK : lui-même
- 2008 : Zalman King's Sex, Y & Z : lui-même
- 2008 - 2014 : Sons of Anarchy : Happy (71 épisodes)
- 2018 : Lucifer
- 2018 - 2023: Mayans M.C. : Happy, son rôle dans Sons of Anarchy

### Auteur
- 2011 : Sons of Anarchy : Hors de contrôle (Saison 4 épisode 10)

## Vie privée
David Labrava est né à Miami en Floride, mais a passé ses jeunes années en Europe. Il a eu sa première Harley Davidson à l'âge de 17 ans,.
En 2013, il résidait à Oakland en Californie. Il est pratiquant du bouddhisme.
Son fils se suicide le 5 mai 2018 à l'âge de 16 ans, après avoir lutté contre la dépression.

## Arrestation
En août 2008, David est arrêté dans le comté de Missoula (Montana) pour possession de drogues et pour des infractions mineures.

### Traduction
- (en) Cet article est partiellement ou en totalité issu de l’article de Wikipédia en anglais intitulé « David Labrava » (voir la liste des auteurs).